# 山口森広
山口 森広（やまぐち しげひろ、1981年9月23日 - ）は、日本の俳優である。レプロエンタテインメント所属。

## 人物
11歳から子役として、ドラマ、バラエティ、CM、舞台と様々なジャンルで活躍。
2012年に劇団ONEOR8に入団 。その後も映像に舞台にと、精力的に活動している。
演じる役は、優しいお父さんや、パワハラ上司、暑苦しい男などシリアスからコメディまで幅広い。
2019年には、出演作「しあわせのかたち」での演技で福井駅前短編映画祭にて最優秀主演男優賞受賞 。出演作「歌う！女探偵」での演技で渋谷TANPEN映画祭にて助演男優賞を受賞している 。
音楽活動としては自身が作詞作曲する音楽ユニット ジ・シゲキーズや、ボーカルを務める@Tension!!がある。
2020年短編映画「捨てといて捨てないで」では自身初の脚本・監督に挑戦するなど、活動の場を広げている。

## 出演

### テレビドラマ

#### 1993年 - 2014年
- CX『女教師・沢木圭子』（1993年）
- NHK『この指とまれ！』（1995年）- レギュラー 松本イチロウ役
- CX『木曜の怪談 『怪奇倶楽部』』- 準レギュラー（1995年）
- ANB『重甲ビーファイター』（1996年）
- CX『それが答えだ！』（1997年）- レギュラー 冨樫弦太役
- CX『GTO』（1998年）- 準レギュラー 生徒役
- ANB『あぶない放課後』（1999年）- レギュラー 有吉太郎 役
- CX『真相』（1999年）
- CX『TEAM 3』（2000年）
- CX『ショカツ』（2000年）
- ANB『ただいま満室』（2000年）
- CX『スターの恋』（2001年）
- ANB『ここだけの話』「背後の女」（2001年）
- TBS『こちら第三社会部』（2001年）
- ANB『ぼくらはみんな生きている』（2003年）
- TBS『ダンシングライフ』（2003年）- 準レギュラー
- CX『アットホーム・ダッドＳＰ』（2004年）
- CX『ファイヤーボーイズ』（2004年）
- TBS『お・ばんざい』（2007年）
- ディズニー・チャンネル『放課後探偵クラブ』（2008年）
- ANB『交渉人〜THE NEGOTIATOR〜』第4話（2009年）[6]
- CX『ホストの女房』（2009年）
- ANB『同窓会～ラブ・アゲイン症候群～』（2010年）
- TBS『家族が家族であるために』（2012年）
- TBS『Dr.DMAT』第7話（2014年）[6]

#### 2016年
- ANB『ドクターＸ ～外科医・大門未知子～』#2 [6]
- 第64回民間放送全国大会オープニングムービーラジオ編『ーー空ーー』水田伸生監督作品
- NHK『未解決事件 』「File.05 ロッキード事件」

#### 2017年
- TBS 今野敏サスペンス『確証〜警視庁捜査三課』[6]
- NHK-BS『男の操』第1話
- BSスカパー!オリジナル連続ドラマ『マグマイザー』第2話

#### 2018年
- NTB『anone』- 準レギュラー 山木役[6]
- NHK『スニッファー嗅覚捜査官スペシャル』[6]
- ANB『特捜9』第1話 - 長縄俊哉 役[6]
- NHK『そろばん侍 風の市兵衛』第1話 - 虎吉役[6]
- NHK『未解決事件』「file.07 警察庁長官狙撃事件」
- NTV『獣になれない私たち』第1話 ‐ 原口正人（部長）役
- NHK『フェイクニュース あるいはどこか遠くの戦争の話』- 辻本 役[6]
- TBS 日曜劇場『下町ロケット 』第8話[6]

#### 2019年
- TX『記憶捜査〜新宿東署事件ファイル〜』第3話 - 西朗役[6]

#### 2020年
- CX『痛快TVスカッとジャパン』
- KTV『姉ちゃんの恋人』第5話
- Paravi『恋する男たち』第3話 - 瀬川弁護士 役
- ANB『真夏の少年〜19452020』第二話･五話 - 瀬名吾郎 役
- TX『レンタルなんもしない人』第2話
- NHKプレミアムドラマ『捜査会議はリビングで おかわり！』第7話

#### 2021年
- CX『イチケイのカラス』‐ 田部公平 役
- NHK『おかえりモネ』- 谷口先生 役
- U-NEXT『列島制覇-非道のうさぎ-』第三話
- Youtubeドラマ『THE BAD LOUSERS』第一話
- CX『#コールドゲーム 』- 福山良夫 役
- NHKドラマ10『群青領域』第一話

#### 2022年
- テレビ東京『自転車屋さんの高橋くん』 - 田中宏明 役
- テレビ朝日『家政夫のミタゾノ 』第5シリーズ 第5話（2022年5月20日） - 山室孝一 役[7]
- Netflix『新聞記者』第6話
- TOKYO MX『恋活』2022年12月27日 第1話、12月29日 第3話、12月30日 第4話、12月31日 最終話）- 若松圭 役

#### 2023年
- MBS『あなたは私におとされたい』 - 横田守 役
- NTV『ブラッシュアップライフ』- 宇田川誠 役
- NHK『アイドル誕生 輝け昭和歌謡』 - 相馬一比古 役[8]

#### 2024年
- KTV『リビングの松永さん』 - 河北雅彦 役[9]
- TBS『笑うマトリョーシカ』 第4話（2024年7月19日） - 遠山伸次 役
- テレビ朝日『素晴らしき哉、先生!』 第5話（2024年9月15日） - 医師 役[10]
- テレビ東京『Qrosの女 スクープという名の狂気』第2話（2024年10月14日） - ドラマスタッフ 役[11]

#### 2025年
- BS松竹東急『うちの会社の小さい先輩の話』（2025年1月15日 - ） - 吉田正雄 役[12]
- 日本テレビ『ホットスポット』第8話（3月2日） - 拓也 役[13]
- NHK BSプレミアム4K『藤子・F・不二雄 SF短編ドラマ シーズン3 マイロボット』（2025年3月27日）[14]
- NHK大河ドラマ『べらぼう〜蔦重栄華乃夢噺〜』（2025年〈予定〉） - 唐来三和 役[15]
- イグナイト -法の無法者- 第5話（2025年5月16日、TBS） - 出資金詐欺被害者 役[16]

### クイズ番組
- マジカル頭脳パワー!!（1993年10月9日、1993年10月30日、日本テレビ）

### 映画

#### 2000年 - 2014年
- 『バトルロワイアル』深作欣二監督（2000年） - 織田敏憲役[17]
- 『バトル・ロワイアル～特別篇～』（2001年）[17]
- 『いのちくん』細野ひで晃監督、村上隆作品（2004年）
- 『同じ月を見ている』深作健太監督（2005年）
- 『ハンサムスーツ』英勉監督（2008年）
- 『バトル・ロワイアル3D』（2010年）
- 『カルト』（2013年）白石晃士監督 - 雲水役[17]
- 『THE NEXT GENERATION -パトレイバー-』第1章、第7章 押井守監督（2014年） - 太田功役

#### 2015年
- 『ベトナムの風に吹かれて』大森一樹監督 - ドエン/遠藤 役[18]
- 『THE NEXT GENERATION パトレイバー 首都決戦』押井守監督 - 太田功役

#### 2017年
- 『散歩する侵略者』黒沢清監督

#### 2018年
- 短編映画『歌う!女探偵』大川祥吾監督 ※渋谷TANPEN映画祭 助演男優賞受賞
- 『食卓と嘘』岩松道朗監督

#### 2019年
- 『さよなら〜ドロシーひとりぽっちの魔法使い〜』倉田健次監督
- 『しあわせのかたち』岩松道朗監督 ※福井駅前短編映画祭 最優秀主演男優賞

#### 2020年
- 『ミセス・ノイズィ』天野千尋監督

#### 2021年
- 『彼女来来』山西竜矢監督
- 『達人 THE MASTER』横尾初喜監督[19]

#### 2022年
- 『愛してる!』（2022年9月16日、日活）[20]
- 『お願いだから、唱えてよ』佐島由昭監督

#### 2023年
- 『シェアの法則』（2023年10月14日、ガチンコ・フィルム） - 野沢至 役[21]

#### 2024年
- 『記憶の居所』（2024年2月17日、Filmssimo）[22]
- 『新米記者トロッ子 私がやらねば誰がやる!』（2024年8月9日、東映ビデオ / SPOTTED PRODUCTIONS） - 野口杉夫 役[23]

#### 2025年
- 『アイチェルカーレ』（2025年3月8日、Momentum Labo.） - 堀孝二郎 役[24]
- 『はらむひとびと』（2025年7月11日）[25]

### 配信ドラマ
- プロ彼女の条件 芸能人と結婚したい女たち（2024年4月23日、BUMP） - おじさん 役[26]

### CM
- 和光市市制施行50周年記念動画シティプロモーション篇「宇宙人電車に乗ってあらわる」
- TV CM フジテック
- Web CM クラッシュ・バンディクー4 とんでもマルチバース
- TV CM 日経ビジネス電子版「ビジネスの主人公篇」
- TV CM スズキ 新型スペーシア ギア
- TV CM Google アシスタント「いろいろ Google にやらせてみた。スマホ 篇」「それ、Google にやらせよう。 篇 90秒」
- 「カラダカルピス」
- Web CM お仕事ウォーカー
- TV CM 銀のさら「上司篇・階段篇」
- TV CM オンテックス「長持ち篇・デザイン篇・視聴者篇」
- TV CM「エイブル女子割 女子割ないの？」
- TV CM SEIYU「ど生鮮。 契約農園 トマト編・レタス編」
- TV CM サントリーボス レインボーマウンテンブレンド「宇宙人ジョーンズ・子役篇」
- TV CM 明星一平ちゃん
- TV CM 中部電力 エコキュート「減らし隊」シリーズ
- TV CM 明治乳業エッセルスーパーカップ
- TV CM アビバ
- TV CM アルバイトニュース
- TV CM グリコカレーＬＥＥ
- TV CM 吉野家
- TV CM ポプラ社ポプラディア
- TV CM サントリーマグナムドライ
- TV CM タックルべリー

他

### 吹き替え
- 海外ドラマ『The Get Down』
- 海外ドラマ『MAJOR CRIMES ～ 重大犯罪課』
- 海外ドラマ『ヒューマン・ターゲット』
- 映画『フィアー・フロム・デプス』
- 映画『ブギーマン3』
- 海外ドラマ『FBI失踪者を追え！』
- 海外ドラマ『ER XV 緊急救命室』 第328話 クリス・サファレス〈トム・Ｔ・チョイ〉 役（2011年、NHK-BS2）
- アニメ『COBRA THE ANIMATION』

### 舞台

#### 1994年 - 2004年
- 『スタンド・バイ・ミー』作：坂元裕二、演出：永山耕三（1994年）
- 『黄色いバット』（1999年）
- 『水色の空、空色の水』演出：平光琢也（2000年）
- つ組『THE Snoopers 覗きすぎた男』作：金津泰輔、演出：郷田ほづみ（2001年）
- ニュアンサー『流星 LOVES YOU』作・演出：大野敏哉（2002年）
- つ組『接待ベースボール2002』作：金津泰輔、演出：郷田ほづみ（2002年）
- J.CLIP公演『気分はスウィートルーム』出演と脚本協力（2003年）
- J.CLIP公演『気分はスウィートルーム2』 出演と脚本協力（2004年）
- 若山慎演劇ショー『男の勝負』作・演出：金津泰輔（2004年）

#### 2005年
- J.CLIP公演『恋はリボ払い？！』 （出演と脚本協力）
- 若山慎演劇ショー 『七転八当ロックンロール 人間の成長』作・演出：金津泰輔
- ニュアンサー『不惑のタイツ』作・演出：大野敏哉
- プロデュース『相談にのってる場合か！？』作：中島淳彦、演出：井上思
- 若山慎演劇ショー『男のエロティックサドンデス～脱ぎゃいいってもんじゃない～』作・演出：金津泰輔

#### 2006年
- 演とら『明日は来るか！？～ザ・トゥルーショウ～』

#### 2007年
- 劇団道学先生『デンキ島～白い家編～』作・演出：蓬莱竜太
- 『ロカビリーに恋をして』演出：青木哲也
- アルミカンライダース『東京ダイヤモンド』 （出演と脚本協力）

#### 2008年
- Iori Apartment＋羽衣1011公演『FIRST KISS』作：秋之桜子、演出：森さゆ里、映像：池田圭
- 劇団道学先生『ザブザブ波止場』作：中島淳彦、演出：青山勝
- 『夏の夜の夢』演出：西沢栄治
- 『アプサンス～ある不在～』演出：大間知靖子

#### 2009年
- 東京パチプロデュース『ラッキーバニーボーイ』作・演出：亀田真二郎
- タカハ劇団『モロトフカクテル』作・演出：高羽彩
- らくだ工務店『日曜日の使者』作・演出：石曽根有也
- JAM SESSION『女の平和』演出：西沢栄治

#### 2010年
- G-uppresents『サンタクロースの作り方』作：秋之桜子
- ONEOR8『絶滅のトリ』作・演出：田村孝裕
- Iori Apartment＋羽衣1011公演『second kiss』作：秋之桜子、演出：有馬自由、映像：池田圭
- 椿組『天保十二年のシェイクスピア』作：井上ひさし、演出：西沢栄治
- JAM SESSION『わが町』演出：西沢栄治
- らくだ工務店『カラスの歩く速さ』作・演出：石曽根有也
- 吉行和子ラストステージ『アプサンス～ある不在～』演出：大間知靖子

#### 2011年
- 『約三十の嘘』作：土田英生、演出：御笠ノ忠次
- プリエールプロデュース『おしるし』作・演出：田村孝裕
- ONEOR8『ペノザネオッタ』作・演出：田村孝裕
- 劇団道学先生『デンキ島～白い家篇～』作：蓬莱竜太、演出：大谷亮介

#### 2012年
- ナ・ポリプロピレン プロデュース公演『ブレーメンの怪人』作：細見大輔、演出：大岩美智子
- 劇団道学先生『あつ苦しい兄弟』
  - 【あつい編】作：桑原裕子、演出：青山勝
  - 【苦しい編】作・演出：中島淳彦
- ONEOR8『そして母はキレイになった』作・演出：田村孝裕
- タカハ劇団第8回公演『ネジ工場』作・演出：高羽彩

#### 2013年
- ナ・ポリプロピレン公演『ナツメ』作：細見大輔、演出：大岩美智子
- くまでん舎公演『サギ娘』作・演出：中島淳彦
- ONEOR8『猿股のゆくえ』作・演出：田村孝裕
- 西瓜糖第2回公演『鉄瓶』作：秋之桜子、演出：松本祐子
- 『美川憲一のおだまり！劇場 “岬倫太郎事件簿・黒い未亡人”』作・演出：中島淳彦
- 劇団TEAM-ODAC第11回本公演『ぶっ壊したい世界』作・演出：笠原哲平
- タカハ劇団『世界を終えるための、会議』作・演出：高羽彩

#### 2014年
- 『美川憲一 の おだまり！劇場』作・演出：中島淳彦
- ONEOR8『世界は嘘で出来ている』作・演出：田村孝裕
- ジェイクリップ・プロデュース公演『にわか雨、ときたま雨宿り』作・演出：鈴木穣
- タカハ劇団第10回公演『帰還の虹』作・演出：高羽彩
- Oi-SCALE企画公演『オムニバスofOiOivol4～our favorite movies～』作：古山健太郎、演出：守富龍人
- ハイリンド vol.15 『きゅうりの花』作：土田英生、演出：扇田拓也

#### 2015年
- ナ・ポリプロピレン公演『さよならブレーメン』作：細見大輔、演出：大岩美智子（脚本協力）
- 東宝『三匹のおっさん』脚本・演出：田村孝裕、原作：有川浩
- ONEOR8・B面『ゼブラ』作：田村孝裕、演出：伊藤俊輔
- 劇団道学先生公演『あつ苦しい兄弟～港のふたり編～』作・演出：中島淳彦

#### 2016年
- ナ・ポリプロピレン公演『昭和ブレーメン』作：細見大輔、演出：大岩美智子
- 張ち切れパンダ『私のいる、宇宙。』作・演出：梨澤慧以子
- ONEOR8『さようならば、いざ』作・演出：田村孝裕
- ONEOR8『そして母はキレイになった』作・演出：田村孝裕

#### 2017年
- ナ・ポリプロピレン公演『アックーノの逆襲』作：山口森広、演出：大岩美智子 （脚本担当）
- ONEOR8『グレーのこと』作・演出：田村孝裕
- 造型会社ON-ART『DINO-A-LIVE inふくい勝山』
- 造型会社ON-ART 『DINO-A-LIVE～不思議な恐竜博物館～in TOKOROZAWA』
- 劇団道学先生20周年記念公演『梶山太郎氏の憂鬱と微笑』作・演出：中島淳彦
- 造型会社ON-ART『恐竜ライブ ディノサファリ2017』
- ONEOR8『世界は嘘で出来ている』作・演出：田村孝裕

#### 2018年
- ナ・ポリプロピレン『色は匂へど散りぬるをジョリージョリーに花は咲く乙女の姿しばしとどめむ』作：細見大輔、演出：大岩美智子
- ONEOR8『ゼブラ』作・演出：田村孝裕
- 造型会社ON-ART『恐竜ライブ ディノサファリ2018』
- タカハ劇団第14回公演『ネジ工場』作・演出：高羽彩

#### 2019年
- 吉川威史presents『君にささげる歌2019』作：ブラジリィー・アン・山田、演出：吉川威史
- 明治座『舞台 サザエさん』作・演出：田村孝裕 原作：長谷川町子
- 造型会社ON-ART『恐竜ライブ ディノサファリ2019』
- よしもとクリエイティブエージェンシー『莫逆の犬』作・演出：田村孝裕

#### 2020年
- エイベックス『時子さんのトキ』作・演出：田村孝裕
- 浅草九劇プロデュース『タンスのゆくえ』作・演出：田村孝裕
- 私立恵比寿中学公演『ボクコネ～ぼくはテクノカットよりコネチカット』作・演出：高羽彩
- ONEOR8『誕生の日』作・演出：田村孝裕

#### 2021年
- 舞台『夜は短し歩けよ乙女』作・演出：上田誠（ヨーロッパ企画）
- 造型会社ON-ART『恐竜ライブ ディノサファリ2021特別編』
- ONEOR8『グレーのこと‐2021ver.-』作・演出：田村孝裕

#### 2022年
- オールナイトニッポン55周年記念公演『あの夜を覚えてる』（2022年3月20日・27日、オンライン劇場「ZA」）- 加野徹也 役

#### 2023年
- リーディングドラマ『ロミオとジュリエット』（2023年8月10日 - 13日、あうるすぽっと） -  ティボルト役 他[27]

#### 2024年
- 舞台『緑に満ちる夜は長く…』（2024年3月1日 - 17日、新国立劇場 小劇場 / 3月30日・31日、COOL JAPAN PARK OSAKA TTホール） - カイ 役[28]

#### 2025年
- ONEOR8『誕生の日』（2025年1月23日 - 2月2日、下北沢ザ・スズナリ）[29]
- 舞台『サザエさん』（2025年6月5日 - 17日、明治座 / 7月5日 - 8日、大阪新歌舞伎座）[30]

### DVD
- 『Liquid Fiction』棚田清監督
- 学校の怪談『13番目の靴箱』

### ナレーション
- モンスターストライク（モンスト）TVCM
- モンスト×鬼滅の刃「仲間の裏切り」篇
- 名古屋観光キャンペーン「あなたの知らない100の名古屋」
- 小林製薬TVCM ビフナイト「思春期ニキビをスポンと吸収篇」
- サニクリーンTVCM「サニエルのおそうじ体操編」
- DoleTVCM「おやつバナナ・ドリータ」

### オーディオドラマ

#### 2020年
- オーディオドラマ版『最貧前線』～「宮崎駿の雑想ノート」より～

### バラエティ
- 日本テレビ『大マジカル頭脳パワー!!超進化クイズ誕生スペシャルTHE 8th MAGICAL SPECIAL」小学生チーム解答者（1993年）
- NTB『ぐるぐるナインティナイン』第一回目放送（1994年）
- TBS『気分はワイルド ～飛び出せ大自然へ～』（1995年）レギュラー デーブ
- NTB『99プラス』ノーギャラ御殿（2009年）
- CX『笑っていいとも」（そっくりグラデーション藤井隆）（2012年）
- EX『まとめないで！！』「個性派俳優でまとめないで！！」テーマゲスト（2016年）
- CX 特番『笑いの勇者』（2017年）

### 監督・脚本作品
- 短編映画『捨てといて 捨てないで』（2020年）※知多半島映画祭2021 コンペティション部門グランプリ受賞[31]、山形国際フィルムフェスティバル 準グランプリ受賞[32]、あわら湯けむり映画祭 田中光敏監督賞[33]、福井駅前短編映画祭 テアトルサンク賞 優秀賞[34]、中之島映画祭 優秀賞、おおぶ映画祭 セレクト作品、４K・VR徳島映画祭 入選、神戸インディペンデント映画祭 入選